# كيث ميلر (لاعب كرة قاعدة)
كيث ميلر (بالإنجليزية: Keith Miller)‏ هو لاعب كرة قاعدة أمريكي، ولد في 12 يونيو 1963 في ميدلاند في الولايات المتحدة.